# Simon Dutton
Simon Dutton (ur. 1 stycznia 1958 w Buckinghamshire) – brytyjski aktor.
Odtwórca roli Simona Templara w serii telefilmów Święty w Australii (1989).

## Życiorys
Urodził się w hrabstwie Buckinghamshire. Po ukończeniu Grammar School im. Sir Williama Borlase w Marlow, studiował aktorstwo w Central School of Speech and Drama. Debiutował na scenie i zagrał kilka ról szekspirowskich.
W 1989 do roli Simona Templara wybrany został spośród 250 kandydatów.
Był żonaty z Betsy Brantley. W 1995 poślubił Tamsin Agnes Margaret Olivier, córkę Sir Laurence’a Oliviera i Joan Plowright.

## Filmografia

### Filmy
- 1984: Nazywam się Hawk (Memed My Hawk) jako Memed
- 1985: Król Dawid (King David) jako Eliab
- 1998: Niebezpieczna piękność (Dangerous Beauty) jako Minister Ramberti

### Filmy TV
- 1982: Gra Harry’ego (Harry’s Game) jako porucznik
- 1983: To the Lighthouse jako Jasper (w wieku 24 lat)
- 1989: Święty (The Saint: Wrong Number) jako Simon Templar
- 1989: The Man in the Brown Suit jako Harry Lucas
- 1989: Święty w Australii (The Saint: Fear in Fun Park) jako Simon Templar
- 1989: Święty (The Saint: The Blue Dulac) jako Simon Templar
- 1989: Święty (The Saint: The Software Murders) jako Simon Templar
- 1989: Święty: Big Bang (The Saint: The Big Bang) jako Simon Templar
- 1989: Święty: Brazylijskie powiązania (The Saint: The Brazilian Connection) jako Simon Templar
- 1990: Blood Royal: William the Conqueror jako Robert Krótkoudy
- 1994: Obywatel Locke (Citizen Locke) jako Sędzia najwyższy
- 1997: The Place of the Dead jako porucznik Robert Neill
- 1999: Nancherrow jako Ronny Cox
- 2006: Pociąg do piekła (Im Auftrag des Vatikans) jako Matthias

### Seriale
- 1981: Obce (Strangers) jako Luke
- 1983: By the Sword Divided jako Will Saltmarsh
- 1983: Profesjonaliści (The Professionals) jako Tree
- 1984: Gra na dziś (Play for Today) jako Ben
- 1985: Robin z Sherwood jako Mark / Henry ze Skipton
- 1989: Bergerac jako Detektyw Rushden
- 1992: Downtown Lagos
- 1993: Lovejoy jako Iain
- 2005: Heartbeat jako Sir George Broughton
- 2005: Szpital Holby City (Holby City) jako Dominic Fryer
- 2006: Starożytny Rzym: Powstanie i upadek Imperium (Ancient Rome: The Rise and Fall of an Empire) jako Titus Labienus
- 2007: Nowe triki (New Tricks) jako Duncan Freedman
- 2007: Popołudniowa gra (The Afternoon Play) jako Ken Hunter
- 2007: Bez wyjścia (Not Going Out) jako Chłopak
- 2008: Bones jako William Curry